# Носаль, Всеволод Владимирович
Всеволод Владимирович Носа́ль (1913 — 1993) — советский учёный в области металлургического машиностроения, технологии и оборудования для трубной промышленности.

## Биография
С 1944 года работал в ЦНИИТМАШ (ЦНИИТЕХМАШ) — ЦКБММ — ВНИИМЕТМАШВ — ВНИПКИММ имени А. И. Целикова: научный сотрудник, старший научный сотрудник, зав. лабораторией.
Автор практических разработок в области периодической прокатки труб станами роликовой холодной прокатки труб (ХПТР).
Доктор технических наук, профессор.
Публикации:
- Прокатные станы. Исследование, расчет, конструкция и освоение. Под ред. В. В. Носаля. М., Машгиз, 1956. 232 с; 2 л. илл. (Центр, науч.-исслед ин-т технологии и машиностроения ЦНИИТМаш. Вып. 6. Кн. 78) 3.300 экз.
- В.В. Носаль// Исследование металлургических машин: сб. науч. тр. ЦНИИТМАШ, кн. 27/ под ред. Целикова А.И.-М.: МАШГИЗ, 1949 -С. 34—91.

Научная библиотека диссертаций и авторефератов disserCat http://www.dissercat.com/content/issledovanie-i-optimizatsiya-elektromekhanicheskikh-sistem-upravleniya-kompleksom-rezki-list#ixzz3rXJWOuto Архивная копия от 17 ноября 2015 на Wayback Machine

## Награды и премии
- Сталинская премия второй степени (1951) — за создание советского блюминга
- Государственная премия СССР (1986) — за создание и промышленное внедрение новых видов электросварных холоднодеформированных и профильных труб из высоколегированных сталей и сплавов